# Rajd Costa Brava 1987
Rajd Costa Brava 1987 (35. Rally Costa Brava) – 35 edycja rajdu samochodowego Rajd Costa Brava rozgrywanego w Hiszpnii. Rozgrywany był od 19 do 21 lutego 1987 roku. Była to trzecia runda Rajdowych Mistrzostw Europy w roku 1987 (rajd miał współczynnik - 3) oraz pierwsza runda Rajdowych Mistrzostw Hiszpanii.

## Klasyfikacja rajdu
| Miejsce                           | Kierowca                     | Pilot                        | Samochód                     | Czas                         | Strata                       |                              |
| Klasyfikacja generalna i ERC      | Klasyfikacja generalna i ERC | Klasyfikacja generalna i ERC | Klasyfikacja generalna i ERC | Klasyfikacja generalna i ERC | Klasyfikacja generalna i ERC | Klasyfikacja generalna i ERC |
| --------------------------------- | ---------------------------- | ---------------------------- | ---------------------------- | ---------------------------- | ---------------------------- | ---------------------------- |
| 1.                                | Salvador Servià              | Jordi Sabater                | Volkswagen Golf GTI 16V      | 5:39.57                      | 0.0                          |                              |
| 2.                                | Christophe Spiliotis         | Isabelle Spiliotis           | Audi Coupé Quattro           | 5:49.22                      | +9.25                        |                              |
| 3.                                | Josep Bassas                 | Josep Autet                  | BMW 325i                     | 5:51.30                      | +11.33                       |                              |
| 4.                                | Mía Bardolet                 | Pilar Compte                 | Citroën Visa GTI             | 5:52.02                      | +12.05                       |                              |
| 5.                                | Rafael Martorell             | Gràcia Bou                   | Peugeot 205 GTI              | 5:57.51                      | +17.54                       |                              |
| 6.                                | Jesús Puras                  | José Arrarte                 | Renault 5 GT Turbo           | 5:59.43                      | +19.46                       |                              |
| 7.                                | Gustavo Trelles              | Daniel Muzio                 | Renault 5 GT Turbo           | 6:02.31                      | +22.34                       |                              |
| 8.                                | Alain Aquilino               | Michel Vinai                 | Renault 5 GT Turbo           | 6:04.33                      | +24.36                       |                              |
| 9.                                | Jan Vandenberge              | Frans Goeminne               | Opel Manta GT/E              | 6:05.39                      | +25.42                       |                              |
| 10.                               | Josep Alsina                 | Josep María Ferrer           | Renault 5 GT Turbo           | 6:07.02                      | +27.05                       |                              |
| Klasyfikacja mistrzostw Hiszpanii |                              |                              |                              |                              |                              |                              |
| 1.                                | Salvador Servià              | Jordi Sabater                | Volkswagen Golf GTI 16V      | 5:39.57                      | 0.0                          |                              |
| 2. (3.)                           | Josep Bassas                 | Josep Autet                  | BMW 325i                     | 5:51.30                      | +11.33                       |                              |
| 3. (4.)                           | Mía Bardolet                 | Pilar Compte                 | Citroën Visa GTI             | 5:52.02                      | +12.05                       |                              |
| 4. (5.)                           | Rafael Martorell             | Gràcia Bou                   | Peugeot 205 GTI              | 5:57.51                      | +17.54                       |                              |
| 5. (6.)                           | Jesús Puras                  | José Arrarte                 | Renault 5 GT Turbo           | 5:59.43                      | +19.46                       |                              |